# Sarralbe
Sarralbe település Franciaországban, Moselle megyében. Lakosainak száma 4386 fő (2022. január 1.). Sarralbe Bissert, Harskirchen, Le Val-de-Guéblange, Hambach, Holving, Kirviller, Richeling, Herbitzheim, Hinsingen, Keskastel és Willerwald községekkel határos.

## Népesség
A település népessége az elmúlt években az alábbi módon változott:
| Lakosok száma | 4366 | 4553 | 4487 | 4614 | 4571 | 4576 | 4555 | 4485 | 4450 | 4386 |
|               | 1968 | 1982 | 1990 | 2006 | 2013 | 2015 | 2017 | 2019 | 2020 | 2022 |